# HJIM van Gasteren

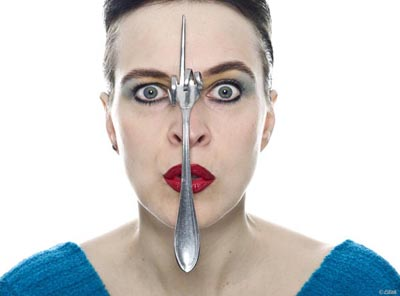
2009: Let the fork do the talking

Henriëtte Johanna Ignatia Maria van Gasteren (voorheen Lilith Love) (Sevenum, 9 september 1964), is een Nederlands beeldend kunstenaar en schrijver. Enkele thema's die in haar werk terugkomen zijn identiteit, vrouwen, vrouwelijke archetypen, genderbending, vrijheid en gelijkheid.

## Biografie
Henriëtte is de jongste van een gezin met twee kinderen. Haar vader was klompenmaker en postbode. Sinds haar jeugd was ze actief op het gebied van schrijven, tekenen en koken. Van 1983 tot en met 2000 was ze werkzaam als directiesecretaresse, waarvoor ze aan de Schoevers Academie in Nijmegen een opleiding had gevolgd.

### Van auteur naar fotograaf
In 2005 pakte ze het schrijven weer op. Haar culinair-erotisch verhaal Kalfsbraadstuk op tagliatelle met een zachte saus van witte port en kaas werd gepubliceerd in de bundel van de Raadselige Roos 2005, een publicatie van proza- en poëziewedstrijd door Literair Café Venray-regio.
Ze ging vervolgens ter illustratie en publicatie op internet zelfportretten bij haar verhalen maken. Eerst met een webcam, vervolgens met een eenvoudige compactcamera en in 2006 namen de foto's het schrijven bijna geheel over. Vanaf dat moment vertelde ze haar (levens)verhaal in beeldtaal met behulp van een spiegelreflexcamera, statief en afstandsbediening.

### Opspraak
Haar werk kwam regelmatig in opspraak en werd gecensureerd tijdens een expositie bij het Euregio-Haus in Mönchengladbach en een expositie in het conferentiecentrum (voormalig priesterseminarie) Rolduc in Kerkrade. Haar zelfportret Forgive me, Father, for... uit de religieserie I could’ve had religion belandde hierdoor op de voorpagina van Sp!ts.
In 2012 exposeerde ze als een van de tien meest toonaangevende Limburgse kunstenaars bij Pulchri Studio in Den Haag samen met onder anderen Ted Noten, Charles Eyck en Lei Molin. In datzelfde jaar werd haar werk voor het eerst in de Verenigde Staten geëxposeerd bij twee Nederlandse exposities: The Wonder of Woman en FotoFestival Naarden, beide onderdeel van Photoville, Brooklyn Bridge Park.

### Documentaire
In 2012 startte ze met het project A house is not a home, waarbij ze huizen van vreemden als decor voor haar zelfportretten gebruikte en trad ze naar buiten met een geheel andere vorm van fotografie: een documentaire over dorpsgenoot en lymepatiënt Risja Steeghs (toen 21 jaar). Het Huis voor de Kunsten Limburg in Roermond steunde financieel de reizende expositie alsook de publicatie van fotokunstboek, beide met dezelfde titel: Risja, a story by Lilith - This is bugging me. Siebe Weide, directeur van de Nederlandse Museumvereniging schreef het voorwoord, Hedy d'Ancona schreef het nawoord en verzorgde de boekpresentatie in Amsterdam, kunstenaar Lieve Prins schreef de inleiding. Tevens werkte Frans Pollux, schrijver, journalist en musicus mee aan dit project. Hij schreef een gedicht voor Risja genaamd De danseres.

### Privé
Van Gasterens partner is Henk Temming.

## Boeken
- 2012: Risja, a story by Lilith - This is bugging me ISBN 978-90-819714-0-9
- 2013: A house is not a home ISBN 978-90-819714-1-6
- 2015: Over hoeren & madonna’s (met sonnetten van Paul Sterk) ISBN 978-90-6216-963-4
- 2016: Skinny dipping ISBN 978-90-819714-2-3
- 2016: Het beste van twee werelden: Koken met La Trappe Trappist ISBN 978-90-8260-930-1
- 2020: HJIM, Greatest hits ISBN 978-90-819714-3-0

## Musea
- Museum van Bommel van Dam, Venlo NL
- Museum voor moderne kunst IKOB, Eupen BE
- Limburgs Museum, Venlo NL
- Gemeentemuseum W:, Weert NL
- CODA museum, Apeldoorn NL
- Joods Cultureel Kwartier, Amsterdam NL
- F/M Fotomuseum aan het Vrijthof, Maastricht NL
- Museum Aktfotoart Dresden, DE
- Museum Catharijne Convent, Utrecht NL
- FoMu, Antwerpen BE